# Zawady (gmina Przesmyki)
Zawady – wieś w Polsce położona w województwie mazowieckim, w powiecie siedleckim, w gminie Przesmyki. Ma status sołectwa.
W centrum wsi znajduje się dom kryty strzechą, który jest wpisany do rejestru zabytków.

## Części wsi
| SIMC    | Nazwa        | Rodzaj    |
| ------- | ------------ | --------- |
| 0684760 | Dworszczyzna | część wsi |
| 0684777 | Malony       | część wsi |
| 0684783 | Zagłówki     | część wsi |

## Historia
W maju 1938 został uroczyście poświęcony kopiec pamięci Józefa Piłsudskiego, z udziałem prezydenta Ignacego Mościckiego.
W latach 1975–1998 miejscowość należała administracyjnie do województwa siedleckiego.